# Тоомет, Янар
Янар Тоомет (эст. Janar Toomet; 10 августа 1989, Таллин) — эстонский футболист, полузащитник. Выступал за национальную сборную Эстонии.

## Биография

### Клубная карьера
Воспитанник таллинской «Флоры». В 2006 году начал выступать на взрослом уровне за вторую команду клуба в первой лиге. Несколько раз отдавался в аренду в клубы «Уорриор Валга» и «Тулевик», в составе последнего дебютировал в высшем дивизионе 4 апреля 2009 года в игре против «Транса». За основной состав «Флоры» так и не сыграл, и по окончании сезона 2010 года покинул команду.
В 2011—2012 годах выступал за «Левадию», стал обладателем Кубка Эстонии 2012 года. В 2013—2014 годах играл за «Нымме Калью». В 2015 году выступал за «Калев» (Силламяэ), а в первой половине 2016 года — за «Пайде».
В июле 2016 года вернулся в «Нымме Калью», подписав контракт до конца года, позднее продлил его ещё на год. В 2017 году завершил профессиональную карьеру.

### Карьера в сборной
Выступал за юношескую, молодёжную и олимпийскую сборные Эстонии.
В национальной сборной дебютировал 19 ноября 2016 года в матче против команды Сент-Киттс-и-Невис. Всего провёл 5 матчей.

## Достижения
- Серебряный призёр чемпионата Эстонии (3): 2012, 2013, 2014
- Бронзовый призёр чемпионата Эстонии (2): 2016, 2017
- Обладатель Кубка Эстонии (1): 2012